# Podlog v Savinjski Dolini
Podlog v Savinjski Dolini (Duits: Bodlag) is een plaats in Slovenië en maakt deel uit van de gemeente Žalec in de NUTS-3-regio Savinjska. De plaats telde 328 inwoners op 1 januari 2020.